# طواف كاليفورنيا 2012
طواف كاليفورنيا 2012 (بالإنجليزية: 2012 Tour of California)‏ هو سباق دراجات هوائية، وهو الموسم رقم 7 من السباق، وأقيم خلال الفترة 13 مايو 2012، وحتى 20 مايو 2012، وامتدّ لمسافة 1184.1 كيلومتر، وهو أحد سباقات طواف أمريكا للدراجات 2011–12، وهو من نوع سباق المرحلة، وقد شارك في السباق 128 متسابقاً ووصل إلى نهايته 110 متسابقاً.
فاز فيه بالمركز الأول روبرت جاسنك، وبالمركز الثاني ديفيد زابريسكي، وبالمركز الثالث توم دانيلسون، والفائز في ترتيب النقاط بيتر ساجان، والفائز حسب ترتيب النقاط للشباب ويلكو كيليرمان، والفائز حسب ترتيب التسلق Sebastian Salas ‏، والفريق الفائز في ترتيب الفرق RadioShack-Nissan 2012.

## الفرق
| فرق برو (7)- AG2R La Mondiale - BMC Racing Team - Garmin-Barracuda - Liquigas ‏ - Omega Pharma-Quick Step - Orica-GreenEDGE - Rabobank فرق قارية محترفة (4)- Argos-Shimano - Colombia (cycling team) ‏ - SpiderTech–C10 ‏ - UnitedHealthcare Pro Cycling (men's team) ‏ فرق قارية (4)- Bissell (cycling team) ‏ - Hagens Berman Jayco ‏ - Team Exergy ‏ - Optum-Kelly Benefit Strategies |  |
| |  |

## المراحل
| قائمة المراحل | قائمة المراحل | قائمة المراحل              | قائمة المراحل  | قائمة المراحل | قائمة المراحل   | قائمة المراحل  |
| المرحلة       | التاريخ       | الدورة                     |                | المسافة (كم)  | الفائز بالمرحلة | القائد العام   |
| ------------- | ------------- | -------------------------- | -------------- | ------------- | --------------- | -------------- |
| مرحلة 1       | 13 مايو       | سانتا روسا – سانتا روسا    | مرحلة مستوية   | 186٫5         | بيتر ساغان      | بيتر ساغان     |
| مرحلة 2       | 14 مايو       | سان فرانسيسكو – سانتا كروز | مرحلة جبلية    | 188٫5         | بيتر ساغان      | بيتر ساغان     |
| مرحلة 3       | 15 مايو       | سان خوسيه – ليفيرموري      | مرحلة جبلية    | 185٫5         | بيتر ساغان      | بيتر ساغان     |
| مرحلة 4       | 16 مايو       | سونورا – كلوفيس            | مرحلة جبلية    | 209٫6         | بيتر ساغان      | بيتر ساغان     |
| مرحلة 5       | 17 مايو       | بيكرسفيلد – بيكرسفيلد      | فردي ضد الساعة | 29٫7          | ديفيد زابريسكي  | ديفيد زابريسكي |
| مرحلة 6       | 18 مايو       | بالمديل – بيغ بير لاكي     | مرحلة جبلية    | 186٫3         | سيلفيان جورج    | ديفيد زابريسكي |
| مرحلة 7       | 19 مايو       | أونتاريو – Mount Baldy ‏    | مرحلة جبلية    | 126           | روبرت جاسنك     | روبرت جاسنك    |
| مرحلة 8       | 20 مايو       | بيفرلي هيلز – لوس أنجلوس   | مرحلة مستوية   | 72            | بيتر ساغان      | روبرت جاسنك    |

## النتيجة

### مرحلة 1
هي مرحلة مسطحة، أجريت في 13 مايو 2012، وامتدّت لمسافة 186.5 كيلومتر فاز بالمرحلة بيتر ساجان، ومتصدر الترتيب العام في نهاية المرحلة بيتر ساجان، والمتصدر حسب ترتيب النقاط بيتر ساجان، ومتصدر ترتيب التسلق David Boily ‏، ومتصدر ترتيب النقاط للشباب بيتر ساجان، ومتصدر ترتيب الفرق بي إم سي راسينغ 2012 ‏.
| التصنيف العام | التصنيف العام       | التصنيف العام    | التصنيف العام        | التصنيف العام     |  |
| العداء        | العداء              | البلد            | الفريق               | الوقت             |  |
| ------------- | ------------------- | ---------------- | -------------------- | ----------------- |  |
| 1             | بيتر ساغان          | سلوفاكيا         | Liquigas-Cannondale  | 4 س 42 دقيقة 25 ث |  |
| 2             | هاينريش هوسلر       | أستراليا         | Garmin-Barracuda     | + 4 ث             |  |
| 3             | Jeff Louder ‏        | الولايات المتحدة | UnitedHealthcare     | + 4 ث             |  |
| 4             | فريد رودريجيز       | الولايات المتحدة | Exergy               | + 6 ث             |  |
| 5             | Ben Jacques-Maynes ‏ | الولايات المتحدة | Bissell              | + 6 ث             |  |
| 6             | جوشوا أتكينز        | نيوزيلندا        | Bontrager Livestrong | + 9 ث             |  |
| 7             | لي هوارد            | أستراليا         | Orica-GreenEDGE      | + 10 ث            |  |
| 8             | جريج فان أفرمت      | بلجيكا           | بي إم سي راسينغ      | + 10 ث            |  |
| 9             | جورج هينكابي        | الولايات المتحدة | بي إم سي راسينغ      | + 10 ث            |  |
| 10            | ريان أندرسون        | كندا             | SpiderTech-C10       | + 10 ث            |  |

### مرحلة 2
هي مرحلة جبلية، أجريت في 14 مايو 2013، وامتدّت لمسافة 188.5 كيلومتر فاز بالمرحلة بيتر ساجان، ومتصدر الترتيب العام في نهاية المرحلة بيتر ساجان، والمتصدر حسب ترتيب النقاط بيتر ساجان، ومتصدر ترتيب التسلق David Boily ‏، ومتصدر ترتيب النقاط للشباب بيتر ساجان، ومتصدر ترتيب الفرق بي إم سي راسينغ 2012 ‏.
| التصنيف العام | التصنيف العام       | التصنيف العام    | التصنيف العام       | التصنيف العام     |  |
| العداء        | العداء              | البلد            | الفريق              | الوقت             |  |
| ------------- | ------------------- | ---------------- | ------------------- | ----------------- |  |
| 1             | بيتر ساغان          | سلوفاكيا         | Cannondale          | 9 س 44 دقيقة 15 ث |  |
| 2             | هاينريش هوسلر       | أستراليا         | IAM                 | + 8 ث             |  |
| 3             | لي هوارد            | أستراليا         | Orica-GreenEDGE     | + 13 ث            |  |
| 4             | Jeff Louder ‏        | الولايات المتحدة | UnitedHealthcare    | + 14 ث            |  |
| 5             | فريد رودريجيز       | الولايات المتحدة | Jelly Belly-Kenda   | + 16 ث            |  |
| 6             | Ben Jacques-Maynes ‏ | الولايات المتحدة | Jamis-Hagens Berman | + 16 ث            |  |
| 7             | Marc de Maar ‏       | هولندا           | UnitedHealthcare    | + 17 ث            |  |
| 8             | Markel Irizar ‏      | إسبانيا          | RadioShack-Leopard  | + 19 ث            |  |
| 9             | جوشوا أتكينز        | نيوزيلندا        |                     |                   |  |
| 10            | جريج فان أفرمت      | بلجيكا           | بي إم سي راسينغ     | + 20 ث            |  |

### مرحلة 3
هي مرحلة جبلية، أجريت في 15 مايو 2012، وامتدّت لمسافة 185.5 كيلومتر فاز بالمرحلة بيتر ساجان، ومتصدر الترتيب العام في نهاية المرحلة بيتر ساجان، والمتصدر حسب ترتيب النقاط بيتر ساجان، ومتصدر ترتيب التسلق Sebastian Salas ‏، ومتصدر ترتيب النقاط للشباب بيتر ساجان، ومتصدر ترتيب الفرق بي إم سي راسينغ 2012 ‏.
| التصنيف العام | التصنيف العام       | التصنيف العام    | التصنيف العام        | التصنيف العام      |  |
| العداء        | العداء              | البلد            | الفريق               | الوقت              |  |
| ------------- | ------------------- | ---------------- | -------------------- | ------------------ |  |
| 1             | بيتر ساغان          | سلوفاكيا         | Liquigas-Cannondale  | 14 س 34 دقيقة 54 ث |  |
| 2             | هاينريش هوسلر       | أستراليا         | Garmin-Barracuda     | + 12 ث             |  |
| 3             | Jeff Louder ‏        | الولايات المتحدة | UnitedHealthcare     | + 24 ث             |  |
| 4             | فريد رودريجيز       | الولايات المتحدة | Exergy               | + 26 ث             |  |
| 5             | Ben Jacques-Maynes ‏ | الولايات المتحدة | Bissell              | + 26 ث             |  |
| 6             | Marc de Maar ‏       | هولندا           | UnitedHealthcare     | + 27 ث             |  |
| 7             | Markel Irizar ‏      | إسبانيا          | RadioShack-Nissan    | + 29 ث             |  |
| 8             | جوشوا أتكينز        | نيوزيلندا        | Bontrager Livestrong | + 29 ث             |  |
| 9             | جريج فان أفرمت      | بلجيكا           | بي إم سي راسينغ      | + 30 ث             |  |
| 10            | لوسون كرادوك        | الولايات المتحدة | Bontrager Livestrong | + 30 ث             |  |

### مرحلة 4
هي مرحلة جبلية، أجريت في 16 مايو 2012، وامتدّت لمسافة 209.6 كيلومتر فاز بالمرحلة بيتر ساجان، ومتصدر الترتيب العام في نهاية المرحلة بيتر ساجان، والمتصدر حسب ترتيب النقاط بيتر ساجان، ومتصدر ترتيب التسلق Sebastian Salas ‏، ومتصدر ترتيب النقاط للشباب بيتر ساجان، ومتصدر ترتيب الفرق بي إم سي راسينغ 2012 ‏.
| التصنيف العام | التصنيف العام       | التصنيف العام    | التصنيف العام        | التصنيف العام      |  |
| العداء        | العداء              | البلد            | الفريق               | الوقت              |  |
| ------------- | ------------------- | ---------------- | -------------------- | ------------------ |  |
| 1             | بيتر ساغان          | سلوفاكيا         | Liquigas-Cannondale  | 19 س 52 دقيقة 52 ث |  |
| 2             | هاينريش هوسلر       | أستراليا         | Garmin-Barracuda     | + 16 ث             |  |
| 3             | Jeff Louder ‏        | الولايات المتحدة | UnitedHealthcare     | + 34 ث             |  |
| 4             | اليكس هوز           | الولايات المتحدة | Garmin-Barracuda     | + 35 ث             |  |
| 5             | فريد رودريجيز       | الولايات المتحدة | Exergy               | + 36 ث             |  |
| 6             | Ben Jacques-Maynes ‏ | الولايات المتحدة | Bissell              | + 36 ث             |  |
| 7             | Markel Irizar ‏      | إسبانيا          | RadioShack-Nissan    | + 36 ث             |  |
| 8             | Marc de Maar ‏       | هولندا           | UnitedHealthcare     | + 37 ث             |  |
| 9             | ويلكو كيليرمان      | هولندا           | Rabobank             | + 38 ث             |  |
| 10            | جوشوا أتكينز        | نيوزيلندا        | Bontrager Livestrong | + 39 ث             |  |

### مرحلة 5
هي مرحلة من نوع سباق فردي ضد الساعة، أجريت في 17 مايو 2012، وامتدّت لمسافة 29.7 كيلومتر فاز بالمرحلة ديفيد زابريسكي، ومتصدر الترتيب العام في نهاية المرحلة ديفيد زابريسكي، والمتصدر حسب ترتيب النقاط بيتر ساجان، ومتصدر ترتيب التسلق Sebastian Salas ‏، ومتصدر ترتيب النقاط للشباب Luke Durbridge ‏، ومتصدر ترتيب الفرق 2012 Garmin–Sharp season ‏.
| التصنيف العام | التصنيف العام     | التصنيف العام    | التصنيف العام             | التصنيف العام      |  |
| العداء        | العداء            | البلد            | الفريق                    | الوقت              |  |
| ------------- | ----------------- | ---------------- | ------------------------- | ------------------ |  |
| 1             | ديفيد زابريسكي    | الولايات المتحدة | Garmin-Barracuda          | 20 س 29 دقيقة 31 ث |  |
| 2             | تجي فان جارد إرين | الولايات المتحدة | بي إم سي راسينغ           | + 34 ث             |  |
| 3             | روبرت جاسنك       | هولندا           | Rabobank                  | + 39 ث             |  |
| 4             | أندرو تالانسكي    | الولايات المتحدة | Garmin-Barracuda          | + 48 ث             |  |
| 5             | بيتر فيليس        | سلوفاكيا         | Omega Pharma - Quick Step | + 49 ث             |  |
| 6             | Luke Durbridge ‏   | أستراليا         | Orica-GreenEDGE           | + 1 دقيقة 01 ث     |  |
| 7             | توم دانيلسون      | الولايات المتحدة | Garmin-Barracuda          | + 1 دقيقة 07 ث     |  |
| 8             | روري سذرلاند      | أستراليا         | UnitedHealthcare          | + 1 دقيقة 10 ث     |  |
| 9             | كاميرون ماير      | أستراليا         | Orica-GreenEDGE           | + 1 دقيقة 26 ث     |  |
| 10            | Markel Irizar ‏    | إسبانيا          | RadioShack-Nissan         | + 1 دقيقة 29 ث     |  |

### مرحلة 6
هي مرحلة جبلية، أجريت في 18 مايو 2012، وامتدّت لمسافة 186.3 كيلومتر فاز بالمرحلة سيلفيان جورج، ومتصدر الترتيب العام في نهاية المرحلة ديفيد زابريسكي، والمتصدر حسب ترتيب النقاط بيتر ساجان، ومتصدر ترتيب التسلق Sebastian Salas ‏، ومتصدر ترتيب النقاط للشباب Luke Durbridge ‏، ومتصدر ترتيب الفرق 2012 Garmin–Sharp season ‏.
| التصنيف العام | التصنيف العام     | التصنيف العام    | التصنيف العام             | التصنيف العام      |  |
| العداء        | العداء            | البلد            | الفريق                    | الوقت              |  |
| ------------- | ----------------- | ---------------- | ------------------------- | ------------------ |  |
| 1             | ديفيد زابريسكي    | الولايات المتحدة | Garmin-Barracuda          | 25 س 37 دقيقة 05 ث |  |
| 2             | تجي فان جارد إرين | الولايات المتحدة | بي إم سي راسينغ           | + 34 ث             |  |
| 3             | روبرت جاسنك       | هولندا           | Rabobank                  | + 39 ث             |  |
| 4             | بيتر فيليس        | سلوفاكيا         | Omega Pharma - Quick Step | + 45 ث             |  |
| 5             | أندرو تالانسكي    | الولايات المتحدة | Garmin-Barracuda          | + 48 ث             |  |
| 6             | Luke Durbridge ‏   | أستراليا         | Orica-GreenEDGE           | + 1 دقيقة 01 ث     |  |
| 7             | توم دانيلسون      | الولايات المتحدة | Garmin-Barracuda          | + 1 دقيقة 07 ث     |  |
| 8             | روري سذرلاند      | أستراليا         | UnitedHealthcare          | + 1 دقيقة 10 ث     |  |
| 9             | كاميرون ماير      | أستراليا         | Orica-GreenEDGE           | + 1 دقيقة 26 ث     |  |
| 10            | لوسون كرادوك      | الولايات المتحدة | Bontrager Livestrong      | + 1 دقيقة 30 ث     |  |

### مرحلة 7
هي مرحلة جبلية، أجريت في 19 مايو 2012، وامتدّت لمسافة 126 كيلومتر فاز بالمرحلة روبرت جاسنك، ومتصدر الترتيب العام في نهاية المرحلة روبرت جاسنك، والمتصدر حسب ترتيب النقاط بيتر ساجان، ومتصدر ترتيب التسلق Sebastian Salas ‏، ومتصدر ترتيب النقاط للشباب ويلكو كيليرمان، ومتصدر ترتيب الفرق 2012 RadioShack–Nissan season ‏.
| التصنيف العام | التصنيف العام     | التصنيف العام    | التصنيف العام             | التصنيف العام      |  |
| العداء        | العداء            | البلد            | الفريق                    | الوقت              |  |
| ------------- | ----------------- | ---------------- | ------------------------- | ------------------ |  |
| 1             | روبرت جاسنك       | هولندا           | Rabobank                  | 29 س 14 دقيقة 52 ث |  |
| 2             | ديفيد زابريسكي    | الولايات المتحدة | Garmin-Barracuda          | + 46 ث             |  |
| 3             | توم دانيلسون      | الولايات المتحدة | Garmin-Barracuda          | + 54 ث             |  |
| 4             | تجي فان جارد إرين | الولايات المتحدة | بي إم سي راسينغ           | + 1 دقيقة 17 ث     |  |
| 5             | فابيو دوارتي      | كولومبيا         | Colombia-Coldeportes      | + 1 دقيقة 36 ث     |  |
| 6             | ليفي ليفيمير      | الولايات المتحدة | Omega Pharma - Quick Step | + 2 دقيقة 13 ث     |  |
| 7             | ويلكو كيليرمان    | هولندا           | Rabobank                  | + 2 دقيقة 30 ث     |  |
| 8             | كريس هورنر        | الولايات المتحدة | RadioShack                | + 2 دقيقة 49 ث     |  |
| 9             | تياجو ماتشادو     | البرتغال         | RadioShack-Nissan         | + 2 دقيقة 54 ث     |  |
| 10            | بيتر وينينج       | هولندا           | Orica-GreenEDGE           | + 3 دقيقة 05 ث     |  |

### مرحلة 8
هي مرحلة مسطحة، أجريت في 20 مايو 2012، وامتدّت لمسافة 72 كيلومتر فاز بالمرحلة بيتر ساجان، ومتصدر الترتيب العام في نهاية المرحلة روبرت جاسنك، والمتصدر حسب ترتيب النقاط بيتر ساجان، ومتصدر ترتيب التسلق Sebastian Salas ‏، ومتصدر ترتيب النقاط للشباب ويلكو كيليرمان، ومتصدر ترتيب الفرق 2012 RadioShack–Nissan season ‏.
| التصنيف العام | التصنيف العام     | التصنيف العام    | التصنيف العام             | التصنيف العام      |  |
| العداء        | العداء            | البلد            | الفريق                    | الوقت              |  |
| ------------- | ----------------- | ---------------- | ------------------------- | ------------------ |  |
| 1             | روبرت جاسنك       | هولندا           | Rabobank                  | 30 س 42 دقيقة 32 ث |  |
| 2             | ديفيد زابريسكي    | الولايات المتحدة | Garmin-Barracuda          | + 46 ث             |  |
| 3             | توم دانيلسون      | الولايات المتحدة | Garmin-Barracuda          | + 54 ث             |  |
| 4             | تجي فان جارد إرين | الولايات المتحدة | بي إم سي راسينغ           | + 1 دقيقة 17 ث     |  |
| 5             | فابيو دوارتي      | كولومبيا         | Colombia-Coldeportes      | + 1 دقيقة 36 ث     |  |
| 6             | ليفي ليفيمير      | الولايات المتحدة | Omega Pharma - Quick Step | + 2 دقيقة 13 ث     |  |
| 7             | ويلكو كيليرمان    | هولندا           | Rabobank                  | + 2 دقيقة 30 ث     |  |
| 8             | كريس هورنر        | الولايات المتحدة | RadioShack                | + 2 دقيقة 49 ث     |  |
| 9             | تياجو ماتشادو     | البرتغال         | RadioShack-Nissan         | + 2 دقيقة 54 ث     |  |
| 10            | بيتر وينينج       | هولندا           | Orica-GreenEDGE           | + 3 دقيقة 05 ث     |  |

## التصنيف العام النهائي
| التصنيف العام | التصنيف العام     | التصنيف العام    | التصنيف العام             | التصنيف العام      |  |
| الدراج        | الدراج            | البلد            | الفريق                    | الوقت              |  |
| ------------- | ----------------- | ---------------- | ------------------------- | ------------------ |  |
| 1.            | روبرت جاسنك       | هولندا           | Rabobank                  | 30 س 42 دقيقة 32 ث |  |
| 2.            | ديفيد زابريسكي    | الولايات المتحدة | Garmin-Barracuda          | + 46 ث             |  |
| 3.            | توم دانيلسون      | الولايات المتحدة | Garmin-Barracuda          | + 54 ث             |  |
| 4.            | تجي فان جارد إرين | الولايات المتحدة | بي إم سي راسينغ           | + 1 دقيقة 17 ث     |  |
| 5.            | فابيو دوارتي      | كولومبيا         | Colombia-Coldeportes      | + 1 دقيقة 36 ث     |  |
| 6.            | ليفي ليفيمير      | الولايات المتحدة | Omega Pharma - Quick Step | + 2 دقيقة 13 ث     |  |
| 7.            | ويلكو كيليرمان    | هولندا           | Rabobank                  | + 2 دقيقة 30 ث     |  |
| 8.            | كريس هورنر        | الولايات المتحدة | RadioShack                | + 2 دقيقة 49 ث     |  |
| 9.            | تياجو ماتشادو     | البرتغال         | RadioShack-Nissan         | + 2 دقيقة 54 ث     |  |
| 10.           | بيتر وينينج       | هولندا           | Orica-GreenEDGE           | + 3 دقيقة 05 ث     |  |

### تصنيف النقاط
| تصنيف النقاط | تصنيف النقاط  | تصنيف النقاط | تصنيف النقاط              | تصنيف النقاط |  |
| الدراج       | الدراج        | البلد        | الفريق                    | الوقت        |  |
| ------------ | ------------- | ------------ | ------------------------- | ------------ |  |
| 1.           | بيتر ساغان    | سلوفاكيا     | Liquigas-Cannondale       | 87 نقطة      |  |
| 2.           | هاينريش هوسلر | أستراليا     | Garmin-Barracuda          | 54 نقطة      |  |
| 3.           | توم بونن      | بلجيكا       | Omega Pharma - Quick Step | 29 نقطة      |  |

### تصنيف الجبال
| تصنيف الجبال | تصنيف الجبال     | تصنيف الجبال | تصنيف الجبال                   | تصنيف الجبال |  |
| الدراج       | الدراج           | البلد        | الفريق                         | الوقت        |  |
| ------------ | ---------------- | ------------ | ------------------------------ | ------------ |  |
| 1.           | Sebastian Salas ‏ | كندا         | Optum-Kelly Benefit Strategies | 65 نقطة      |  |
| 2.           | David Boily ‏     | كندا         | SpiderTech-C10                 | 48 نقطة      |  |
| 3.           | داروين أتابوما   | كولومبيا     | Colombia-Coldeportes           | 27 نقطة      |  |

## تصنيف الفرق

### الفرق حسب الوقت
| تصنيف الفرق حسب الوقت | تصنيف الفرق حسب الوقت | تصنيف الفرق حسب الوقت | تصنيف الفرق حسب الوقت |  |
| الفريق                | الفريق                | البلد                 | الوقت                 |  |
| --------------------- | --------------------- | --------------------- | --------------------- |  |
| 1.                    | RadioShack-Nissan     | لوكسمبورغ             | 92 س 12 دقيقة 41 ث    |  |
| 2.                    | Rabobank              | هولندا                | + 3 دقيقة 05 ث        |  |
| 3.                    | Orica-GreenEDGE       | أستراليا              | + 3 دقيقة 12 ث        |  |

## تصانيف فرعية

### تصنيف أفضل شاب
| تصنيف أفضل شاب | تصنيف أفضل شاب  | تصنيف أفضل شاب   | تصنيف أفضل شاب       | تصنيف أفضل شاب     |  |
| الدراج         | الدراج          | البلد            | الفريق               | الوقت              |  |
| -------------- | --------------- | ---------------- | -------------------- | ------------------ |  |
| 1.             | ويلكو كيليرمان  | هولندا           | Rabobank             | 30 س 45 دقيقة 02 ث |  |
| 2.             | جو دومبروفسكي   | الولايات المتحدة | Bontrager Livestrong | + 1 دقيقة 08 ث     |  |
| 3.             | Luke Durbridge ‏ | أستراليا         | Orica-GreenEDGE      | + 2 دقيقة 33 ث     |  |

## وصلات خارجية
- الموقع الرسمي